# Forever (canção de Charli XCX)
"Forever" (estilizada em letras minúsculas) é uma canção da cantora britânica Charli XCX, contida no seu quarto álbum de estúdio, How I'm Feeling Now (2020). A faixa foi lançada como primeiro single do álbum em 9 de abril de 2020, através da Atlantic Records. Foi composta e produzida pela própria Charli, em conjunto com A. G. Cook e BJ Burton.

## Antecedentes
Em 6 de abril de 2020, Charli compartilhou um tweet em suas mídias sociais mencionando que ela lançaria uma nova música. No dia seguinte, ele compartilhou trechos de "Forever", com uma prévia instrumental da música. Em 9 de abril de 2020, ele anunciou que o single seria lançado às 23:30 PST e estreara na BBC Radio 1 com o podcast de Annie Mac. A capa oficial foi feita pelo artista americano Seth Bogart. Duas obras de arte adicionais também foram lançadas para a faixa, uma da artista francesa Regards Coupables e outra da cantora e compositora americana Caroline Polachek.

## Composição
"Forever" foi escrita por Charli XCX e produzido por ela mesma ao lado de AG Cook e BJ Burton. Dura quatro minutos e três segundos, com som de pop e synth-pop.

## Desempenho nas tabelas musicas
| Tabela musical (2020)            | Melhor posição |
| -------------------------------- | -------------- |
| Nova Zelândia Hot Singles (RMNZ) | 38             |

## Históricos de lançamentos
| Região    | Data                | Formato(s)                 | Gravadora | Ref.   |
| --------- | ------------------- | -------------------------- | --------- | ------ |
| Várias    | 9 de abril de 2020  | Download digital streaming | Atlantic  | [ 13 ] |
| Austrália | 13 de abril de 2020 | Rádios mainstream          | Warner    | [ 15 ] |